# Олден (Канзас)
Олден (енгл. Alden) град је у америчкој савезној држави Канзас.

## Демографија
По попису из 2010. године број становника је 148, што је 20 (-11,9%) становника мање него 2000. године.
| Група             | 2000.       | 2010.       |
| Белци             | 162 (96,4%) | 138 (93,2%) |
| Афроамериканци    | 0 (0,0%)    | 0 (0,0%)    |
| Азијати           | 0 (0,0%)    | 1 (0,7%)    |
| Хиспаноамериканци | 5 (3,0%)    | 2 (1,4%)    |
| Укупно            | 168         | 148         |